# American Record Corporation
Pour les articles homonymes, voir ARC.
L'American Record Corporation (ARC), également appelée American Record Company, American Recording Corporation ou ARC Records, est un groupement de labels discographiques américain fondé en 1929 et aujourd'hui disparu.

## Histoire
La firme est créée en 1929 à la suite de la fusion de trois sociétés, Cameo Record Corporation (à qui appartenait les labels Cameo, Lincoln et Romeo Records), Pathé Phonograph and Radio Corporation (qui possédait Actuelle, Pathé et Perfect) et Plaza Music Company (à qui appartenaient Banner, Domino, Jewel, Oriole, et Regal).
Bien que les actifs de Plaza soient inclus dans la fusion, la société Plaza elle-même ne l'est pas (elle forme Crown Records en 1930 en tant que label indépendant), ni la Scranton Button Company, société mère d’Emerson Records qui distribuait des disques pour la plupart de ces marques. Louis G. Sylvester, ancien chef de la Scranton Button Company, devient président de la nouvelle société, située au 1776 Broadway à Manhattan, à New York.
Consolidated Film Industries rachète ARC en 1930 et Brunswick Record Corporation (qui loue Brunswick à Warner Bros) l'année suivante. Les disques plein tarif sont publiés sur Brunswick et en 1934 sur Columbia. Les disques à bas prix sur Oriole (vendus chez McCrory), Romeo (vendus chez Kress), ainsi que Melotone, Vocalion, Banner et Perfect. En décembre 1938, le Columbia Broadcasting System (CBS) achète pour la somme de 700 000 dollars l’ensemble du complexe ARC. La maison de disques est alors renommée Columbia Recording Corporation, ce qui relance l'empreinte de Columbia comme label phare, avec Okeh Records comme label secondaire. Cela permet aux droits des firmes Brunswick et Vocalion (et des masters Brunswick/Vocalion d’avant décembre 1931) de revenir à Warner Bros., qui revend les labels à Decca Records en 1941.
En août 1978, ARC est réactivé par Columbia en tant que label par Maurice White. Des groupes tels que Earth, Wind & Fire, Weather Report, Deniece Williams, Pockets et The Emotions sont signés sur le label,.
L'héritage d'ARC appartient maintenant à Sony Music Entertainment.

## Labels ARC (1929-1938)
- ARC
- Banner
- Bernardo
- Broadway
- Brunswick
- Cameo
- Columbia
- Commodore
- Conqueror
- Domino
- Fox Movietone
- Gospel Herald
- Gramophone Shop Varieties
- Hollywood
- Homestead
- Hot Record Society
- Jewel
- Liberty Music Shop
- Lincoln
- Master
- Mel-O-Dee
- Melotone
- Oriole
- Pathé
- Perfect
- Regal
- Romeo
- Shamrock Stores
- Supertone
- U.H.C.A.
- Variety
- Vocalion